# Décembre 1903

## Événements

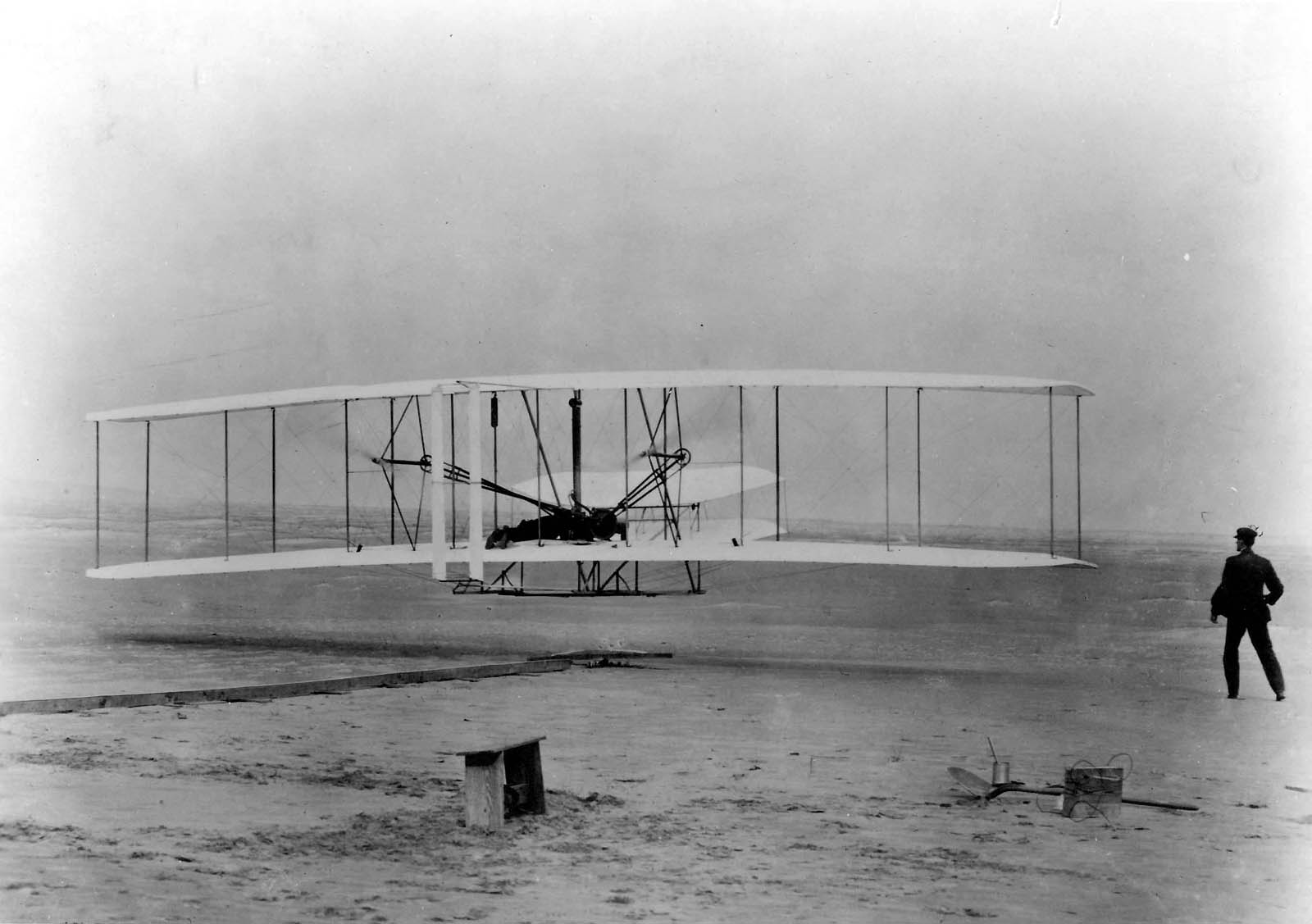
17 décembre : vol des frères Wright à Kitty Kawk

- Léon Levasseur expérimente son moteur Antoinette, conçu comme le premier moteur léger spécialement pour l'aviation.

- 3 décembre : le parlement norvégien repousse à l’unanimité le droit de vote pour les femmes.

- 17 décembre : Wilbur Wright et Orville Wright effectuent un vol sur près de 260 mètres en 59 secondes à Kill Devil Hill, près de Kitty Kawk en Caroline du Nord. Ce lieu fut choisi en raison des vents forts qui y soufflent en cette saison et qui aidèrent au décollage de leur « Flyer »[1].

## Naissances
- 6 décembre : Sherman Kent, historien du renseignement américain († 11 mars 1986).
- 9 décembre : Angelo Dell'Acqua, cardinal italien, vicaire général de Rome († 27 août 1972).
- 12 décembre : Yasujiro Ozu, réalisateur japonais († 12 décembre 1963).
- 17 décembre : Erskine Caldwell, écrivain américain († 11 avril 1987).
- 19 décembre : François Perroux, économiste français († 2 juin 1987).
- 23 décembre :
  - Armand Blanchonnet : coureur cycliste français († 17 septembre 1968).
  - Bolesław Kominek, cardinal polonais, archevêque de Wrocław († 10 mars 1974).
- 27 décembre : Hermann Volk, cardinal allemand, évêque de Mayence († 1er juillet 1988).
- 28 décembre : John von Neumann, mathématicien américain († 8 février 1957).
- 31 décembre : Nathan Milstein, violoniste américain († 21 décembre 1992).

## Décès
- 8 décembre : Herbert Spencer, philosophe britannique.